# Jerzy Ciemniewski

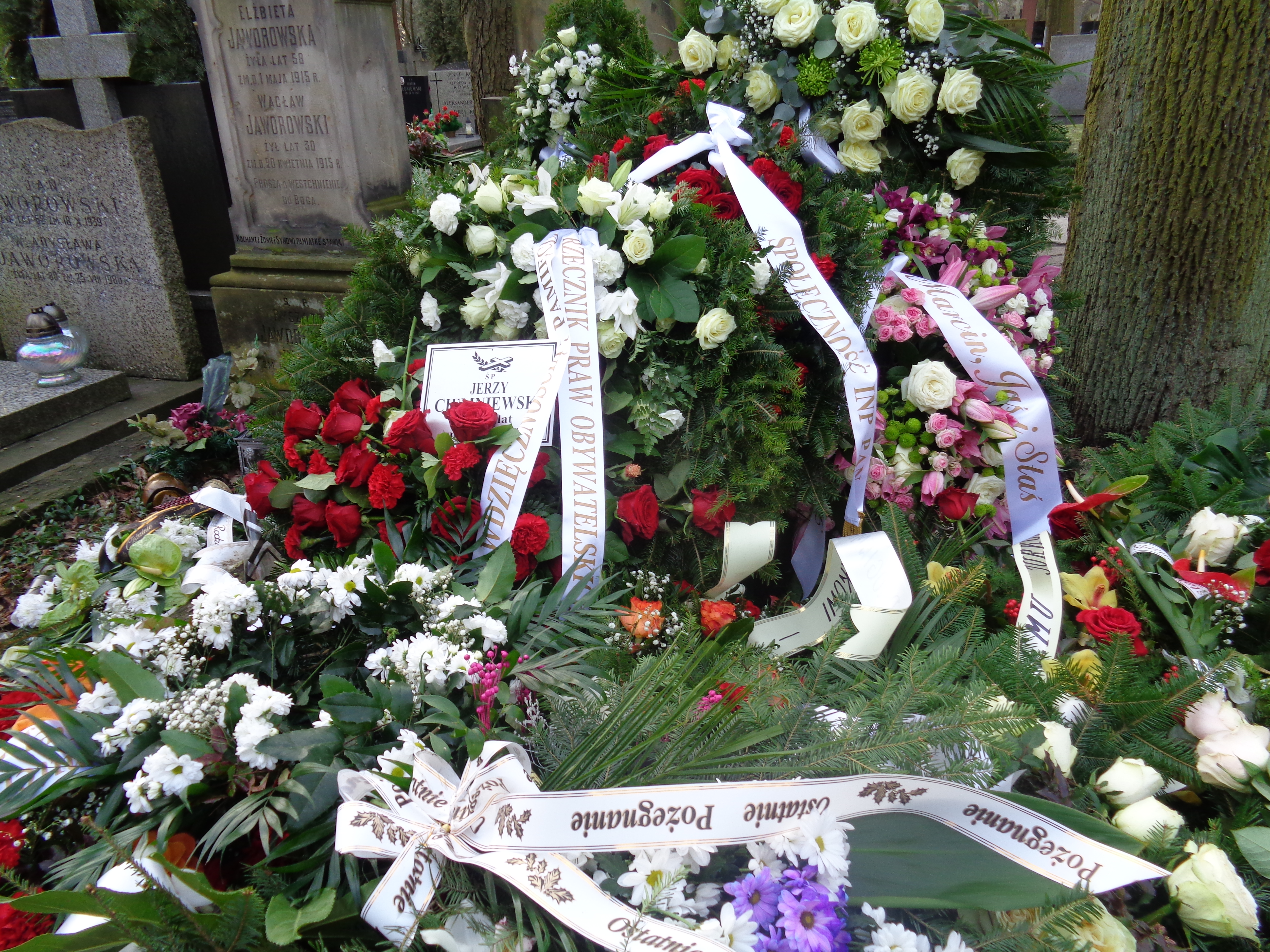
Grób Jerzego Ciemniewskiego na cmentarzu Powązkowskim w Warszawie

Jerzy Stanisław Ciemniewski (ur. 2 sierpnia 1939 w Warszawie, zm. 11 stycznia 2018 tamże) – polski prawnik i polityk, doktor habilitowany nauk prawnych, nauczyciel akademicki, poseł na Sejm I, II i III kadencji, sędzia Trybunału Konstytucyjnego.

## Życiorys
Syn Stanisława i Władysławy. W 1962 ukończył studia prawnicze na Wydziale Prawa i Administracji Uniwersytetu Warszawskiego. W latach 1963–1969 był pracownikiem naukowym na tym wydziale, następnie od 1969 w Instytucie Nauk Prawnych Polskiej Akademii Nauk, gdzie uzyskał stopień naukowy doktora nauk prawnych, a w 1989 na podstawie dorobku naukowego i rozprawy pt. System delegacki na tle ewolucji ustroju politycznego SFR Jugosławii doktora habilitowanego w dziedzinie prawa konstytucyjnego. Zawodowo związany z Instytutem Nauk Prawnych PAN, gdzie doszedł do stanowiska docenta. Był także profesorem nadzwyczajnym Wyższej Szkoły Finansów i Prawa w Bielsku-Białej oraz wykładowcą w Krajowej Szkole Administracji Publicznej w Warszawie.
Działał w „Solidarności” od 1980 do 1989. W 1983 był współzałożycielem Komitetu Helsińskiego w Polsce. Publikował teksty prawnicze w prasie podziemnej.
W trakcie obrad Okrągłego Stołu był członkiem zespołu do spraw prawa i wymiaru sprawiedliwości oraz ekspertem zespołu do spraw politycznych. Został delegowany przez „Solidarność“ do Państwowej Komisji Wyborczej na czas wyborów w 1989.
W latach 1989–1991 zajmował stanowisko podsekretarza stanu w Urzędzie Rady Ministrów i sekretarza Rady Ministrów. W latach 1991–1998 przez trzy kadencje z ramienia Unii Demokratycznej i Unii Wolności sprawował mandat poselski. Pracował w Komisji Ustawodawczej, Komisji o Spraw Służb Specjalnych, Komisji Obrony Narodowej, był przewodniczącym Komisji nadzwyczajnej do spraw kodyfikacji, w latach 1992–1993 zastępcą przewodniczącego Komisji Konstytucyjnej Zgromadzenia Narodowego, następnie członkiem Komisji Konstytucyjnej.
W 1998 złożył mandat poselski, obejmując urząd sędziego Trybunału Konstytucyjnego. Był sędzią sprawozdawcą między innymi w orzeczeniach dotyczących konstytucyjności reformy rolnej (SK 5/01), rygoryzmu przesłanek stosowania pozbawienia wolności jako kary zastępczej (SK 26/04) oraz kadencyjności jako wartości konstytucyjnej (K 45/02). 18 grudnia 2007 po zakończeniu kadencji przeszedł w stan spoczynku. Zaangażował się w działalność konwersatorium „Doświadczenie i Przyszłość”.
Autor publikacji naukowych z dziedziny prawa konstytucyjnego. Do 2016 był zastępcą redaktora naczelnego „Przeglądu Sejmowego”.
31 stycznia 2018 został pochowany na cmentarzu Powązkowskim w Warszawie.

## Odznaczenia i wyróżnienia
W 2010 prezydent Bronisław Komorowski odznaczył go Krzyżem Komandorskim Orderu Odrodzenia Polski (dekoracja nastąpiła w 2011).
W 2014 na jego cześć wydano publikację pt. Konstytucja, rząd, parlament. Księga jubileuszowa Profesora Jerzego Ciemniewskiego.